# Yutecoso Cuauhtémoc
Yutecoso Cuauhtémoc är en ort i Mexiko.   Den ligger i kommunen Santa Lucía Monteverde och delstaten Oaxaca, i den sydöstra delen av landet, 300 km sydost om huvudstaden Mexico City. Yutecoso Cuauhtémoc ligger 2 055 meter över havet och antalet invånare är 631.
Terrängen runt Yutecoso Cuauhtémoc är kuperad österut, men västerut är den bergig. Runt Yutecoso Cuauhtémoc är det ganska glesbefolkat, med 27 invånare per kvadratkilometer. Närmaste större samhälle är Villa Chalcatongo de Hidalgo, 18,4 km nordost om Yutecoso Cuauhtémoc. I omgivningarna runt Yutecoso Cuauhtémoc växer i huvudsak blandskog.